# ريك سميتس
ريك سميتس (بالهولندية: Rik Smits)‏ مواليد 23 أغسطس 1966 في آيندهوفن، هو لاعب كرة سلة هولندي سابق بدأ مسيرته الاحترافية في سنة 1988. يبلغ طوله 7 قدم 4 بوصة (2.2 م). اعتزل اللعب في 2000.

## فرق لعب لها
- إنديانا بايسرز

## روابط خارجية
- ريك سميتس على موقع الاتحاد الدولي لكرة السلة (الإنجليزية)
- ريك سميتس على موقع إن بي أي (الإنجليزية)
- ريك سميتس على موقع سبورتس رفرنس (الإنجليزية)
- ريك سميتس على موقع كرة السلة الأوروبية.كوم (الإنجليزية)
- ريك سميتس على موقع كلية كرة السلة في سبورتس رفرنس.كوم (الإنجليزية)
- ريك سميتس على موقع ريلجم (الإنجليزية)
- ريك سميتس على موقع بروبوليرز (الإنجليزية)